# Virbia dotata
Virbia dotata là một loài bướm đêm thuộc phân họ Arctiinae, họ Erebidae.